# 出使四国日记
《出使四国日记》是晚清著名思想家、政治家薛福成出使外国期间的一部日记。他奉命于1890到1891年期间出使德、法、意、比四国，其间详细记录下在欧洲的见闻和外事活动情况，遂成日记。日记兼具思想性与艺术性，反映了作者以晚清士大夫的视角对欧洲政治社会和历史文化的观察和自我审视。